# Georges Laraque
Georges Laraque, född 7 december 1976 i Montréal, är en kanadensisk ishockeyspelare. Laraque har spelat i NHL sedan säsongen 1997/1998 och spelade under NHL-lockouten säsongen 2004/2005 med AIK Ishockey. De klubbar han har representerat i NHL är Edmonton Oilers (1997-2006), Phoenix Coyotes (2006/2007), Pittsburgh Penguins (2006/2007) och Montreal Canadiens (2008-2010)
Eftersom han föddes i Montréal blev det naturligt att spela i Ligue de hockey junior majeur du Québec, där han spelade som forward för flera lag. Han spelade 173 juniormatcher och fick 107 poäng samt 661 utvisningsminuter. Han var med i Granby Prédateurs lag som vann Memorial Cup.
Efter juniortiden spelade han delar av tre säsonger i Edmonton Oilers farmarlag Hamilton Bulldogs i AHL. Trots att man var orolig för hans skridskoåkning visade Laraque tillräckligt på AHL-nivå för att Edmonton skulle ta upp honom till NHL. Trots hans framgångar som forward som junior, så är hans främst en slagskämpe i NHL. Hans längd och vana att slåss gjorde han till en av ligans mest fruktade forwards när det gäller att tacklas och slåss. Han fick enväldigt priset som bästa slagskämpe från The Hockey News 2003.
Den 21 januari 2010 blev Laraque sparkad från Montreal Canadiens.

## Övrigt
- Anledningen att Laraque valde att spela i AIK var att han ville spela i Europa under lockouten. Spelaragenten representerade också Henrik Melinder i AIK som föreslog Laraque att spela i Sverige.[2]
- Laraques föräldrar var båda födda på Haiti.[3]
- Laraque är vegan.[4]